# Anzin
Anzin är en kommun i departementet Nord i regionen Hauts-de-France i norra Frankrike. Kommunen ligger i kantonen Anzin som tillhör arrondissementet Valenciennes. År 2022 hade Anzin 13 417 invånare.

## Befolkningsutveckling
Antalet invånare i kommunen Anzin
| Referens: INSEE |